# Zespół antyfosfolipidowy
Zespół antyfosfolipidowy (ang. antiphospholipid syndrome, APS), in. zespół antykardiolipinowy, zespół Hughesa – niezapalna układowa choroba tkanki łącznej, charakteryzująca się współwystępowaniem zakrzepicy naczyniowej lub powikłań położniczych oraz krążących przeciwciał antyfosfolipidowych. 
Jest niekiedy nazywany zespołem Hughesa na cześć angielskiego reumatologa Grahama R.V. Hughesa, zajmującego się problematyką toczniową.

## Epidemiologia
Kobiety chorują 2 razy częściej niż mężczyźni. 

## Etiopatogeneza
Nie do końca poznana. Przypuszcza się, że przeciwciała antyfosfolipidowe hamują aktywne białko C i antytrombinę III oraz aktywują czynnik tkankowy. Powodują w ten sposób aktywację kaskady krzepnięcia i występowanie zmian zakrzepowo-zatorowych.
Ponadto przeciwciała antyfosfolipidowe wiążą się z β2–glikoproteiną 1 śródbłonka naczyniowego powodując zwiększone wytwarzanie cytokin zapalnych i cząsteczek adhezyjnych.
Do rozwoju zakrzepicy może dojść w każdym naczyniu.

## Postacie
- pierwotny zespół antyfosfolipidowy
- zespół fosfolipidowy wtórny do chorób tkanki łącznej, na przykład tocznia rumieniowatego układowego, chorób nowotworowych, AIDS

## Rozpoznanie
Zmodyfikowane kryteria (2006)
Kryteria kliniczne
1. Zakrzepica naczyń: Jeden lub więcej epizodów zakrzepicy w naczyniach tętniczych, żylnych (z wyjątkiem zakrzepicy żył powierzchownych) lub włosowatych w obrębie jakiejkolwiek tkanki lub narządu, potwierdzony badaniem obrazowym, dopplerowskim lub histologicznym. W obrazie histopatologicznym zmianom zakrzepowym nie powinno towarzyszyć zapalenie ściany naczynia.
2. Niepowodzenie położnicze
  - co najmniej jedno obumarcie morfologicznie prawidłowego płodu po 10. tygodniu ciąży (prawidłowa morfologia płodu udokumentowana za pomocą ultrasonografii lub badania bezpośredniego)  lub
  - co najmniej jeden przedwczesny poród morfologicznie prawidłowego płodu przed 34. tygodniem ciąży w związku ze stanem przedrzucawkowym, rzucawką lub ciężką niewydolnością łożyska  lub
  - co najmniej trzy samoistne poronienia o niewyjaśnionej przyczynie przed 10. tygodniem ciąży, z wykluczeniem przyczyn związanych ze zmianami anatomicznymi lub zaburzeniami hormonalnymi u matki oraz chromosomalnymi u obojga rodziców.

Kryteria laboratoryjne
1. Obecność antykoagulantu toczniowego w osoczu wykrytego co najmniej 2-krotnie w odstępie minimum 12 tygodni, metodami zaleconymi przez International Society on Thrombosis and Haemostasis
2. Przeciwciała antykardiolipinowe w klasie IgG lub IgM w średnim lub dużym stężeniu (tzn. > 40 GPL lub MPL, lub < 99. centyla) wykryte co najmniej 2-krotnie w odstępie minimum 12 tygodni standaryzowaną metodą ELISA
3. Przeciwciała przeciw β2-glikoproteinie I obecne w surowicy lub osoczu (w mianie > 99. centyla) wykryte co najmniej dwukrotnie w odstępie minimum 12 tygodni standaryzowaną metodą ELISA

Zespół antyfosfolipidowy rozpoznaje się, gdy jest spełnione co najmniej 1 kryterium kliniczne i 1 kryterium laboratoryjne. Kryteriów nie należy stosować, jeżeli objawy kliniczne choroby wystąpiły w okresie <12 tygodni lub >5 lat od momentu wykrycia przeciwciał antyfosfolipidowych (APLA).

## Badania laboratoryjne
- wydłużenie APTT
- małopłytkowość
- hemoliza śródnaczyniowa

## Powikłania
- zakrzepica żylna lub tętnicza
- zatorowość płucna
- zawał mięśnia sercowego
- kardiomiopatie
- pogrubienie zastawek serca
- małopłytkowość
- niedokrwistości hemolityczne
- zespół hemolityczno-mocznicowy
- krwawienia
- białkomocz
- nadciśnienie naczyniowonerkowe
- owrzodzenia skóry
- siność siatkowata
- udar mózgu
- upośledzenie wzroku lub słuchu
- kurcze mięśniowe
- napady migreny
- poronienie
- stan przedrzucawkowy
- hipotrofia wewnątrzmaciczna

## Leczenie
- heparyna oraz kwas acetylosalicylowy – profilaktycznie przez całą ciążę oraz 6–8 tygodni połogu
- unikanie doustnych środków antykoncepcyjnych – zwiększone ryzyko powikłań zakrzepowo-zatorowych
- przy małopłytkowości istotnej klinicznie: kortykosteroidy, dapson, azatiopryna, cyklofosfamid, przeciwciała
- doustne leki przeciwzakrzepowe – leczenie zakrzepicy
- w przypadku udaru mózgu – kwas acetylosalicylowy
- przy burzliwie przebiegającym zespole antyfosfolipidowym – plazmafereza + cyklofosfamid

Przy bezobjawowym przebiegu nie stosuje się żadnego leczenia.

## Rokowanie
U 50% kobiet z zespołem antyfosfolipidowym w ciągu 3-10 lat wystąpi epizod zakrzepowy. U 10% rozwinie się toczeń rumieniowaty układowy.